# SS Immingham (1906)
O TrSS Immingham foi um navio de passageiros e carga construído para a Great Central Railway em 1906.

## História
O navio foi construído pelo estaleiro Swan Hunter e lançado em 8 de maio de 1906. Ele foi um dos dois navios encomendados pela Great Central Railway; o outro se chamava Marylebone.
Em 1915, ele foi requisitado pelo Almirantado para uso da Marinha Real, recebendo o prefixo Her Majesty's Ship (HMS). Ele afundou em 6 de junho de 1915 após uma colisão com o navio HMS Reindeer no Mar Mediterrâneo.